# 大田区立東蒲中学校
大田区立東蒲中学校（おおたくりつ とうほちゅうがっこう）は、東京都大田区東蒲田にある公立中学校である。
新呑川完成により旧呑川を埋め立てた上に立地している。

## 沿革
- 1947年（昭和22年）4月1日 - 東京都立大森中学校内に設立
- 1947年（昭和22年）4月19日 -校章制定
- 1947年（昭和22年）5月7日 - 開校（大田区立矢口小学校内）
- 1947年（昭和22年）6月 - 東京都立大森中学校校舎に移転
- 1948年（昭和23年）4月5日 - 仮校舎入新井第二小学校へ移転、校歌制定
- 1948年（昭和23年）7月 - 新校舎完成（現東蒲小学校地内）
- 1958年（昭和33年）11月1日 - 鉄筋校舎完成（現在地）
- 1960年（昭和35年）10月12日 - 体育館完成
- 1965年（昭和40年）7月28日 - プール完成
- 1984年（昭和59年）3月31日 - 新校舎完成（現在の校舎）
- 1994年（平成6年）6年3月17日 - 新体育館完成
- 2002年（平成13年）制服改定
- 2020年（令和2年）特別支援教室開室

## 学区
- 東蒲田一丁目から二丁目[1]
- 南蒲田一丁目
- 南蒲田二丁目1番から22番、24番から27番
- 南蒲田三丁目1番から8番
- 西糀谷一丁目1番から4番、10番から14番、19番から23番、28番から31番
- 西糀谷四丁目1番から4番、9番から15番、21番、22番、28番から32番
- 大森中三丁目1番から3番、13番から15番、25番から30番、33番から36番